# Albert Niemann (Chemiker)

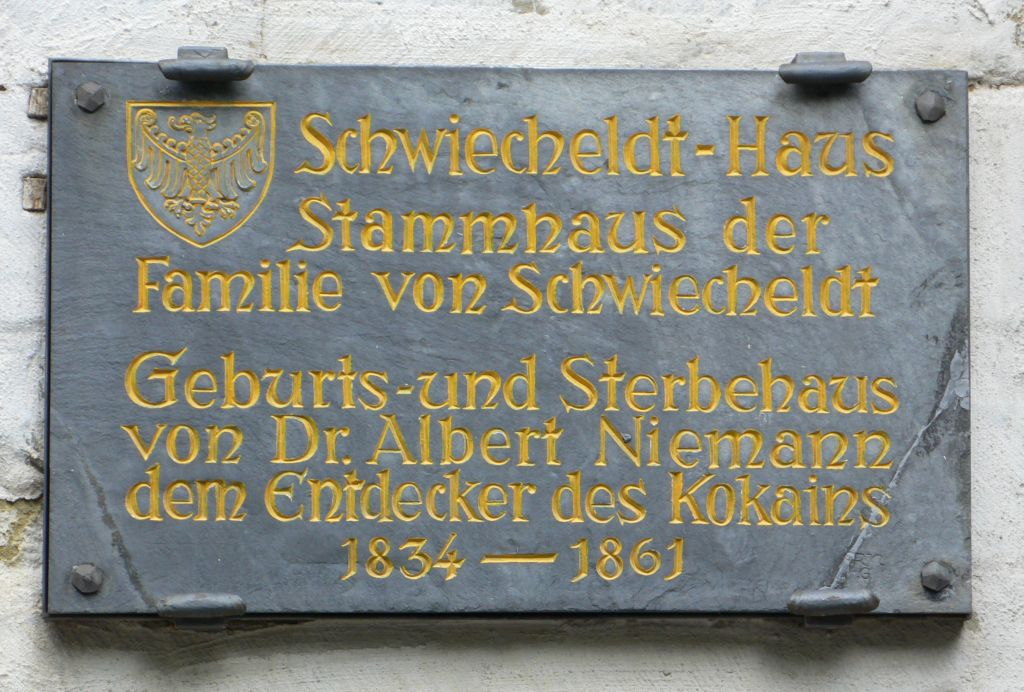
Gedenktafel in Goslar

Albert Friedrich Emil Niemann (* 20. Mai 1834 in Goslar; † 19. Januar 1861 in Goslar) war ein deutscher Chemiker. Er stellte 1860 erstmals das Kokain als Reinalkaloid dar.

## Leben
Niemann wurde als Sohn eines Lehrers 1834 in Goslar geboren. Ab 1852 studierte er bei Friedrich Wöhler in Göttingen Chemie und wurde danach dessen Assistent. Nachdem der österreichische Abenteurer Karl von Scherzer 1859 von der Novara-Expedition auf Bitten Wöhlers einen Ballen Kokablätter nach Göttingen gebracht hatte, isolierte Niemann 1860 als erster das Kokain in kristalliner Form und gab ihm seinen Namen. Bei Geschmacksprüfungen beobachtete Niemann ein Pelzigwerden der Zunge durch das später als Lokalanästhetikum verwendete Kokain. Bei genaueren Untersuchungen stellte er unter anderem fest, dass es bei 98 °C schmilzt und beim weiteren Erhitzen in Salz- und Benzoesäure sowie Methanol und Ekgonin zerfällt. Niemann konnte seine Untersuchungen nicht vollenden und musste schwerkrank zu seiner Familie nach Goslar zurückkehren, wo er dann auch kurze Zeit später starb. Wahrscheinliche Todesursache war eine Vergiftung mit Senfgas, mit dem sich Niemann vor seinen Kokain-Studien intensiv beschäftigte. An seinem Geburts- und Sterbehaus in Goslar erinnert eine Gedenktafel an ihn.
Nach seinem Tod führte sein Kollege Wilhelm Lossen (1838–1906) seine Arbeiten weiter und bestimmte 1862 die Summenformel des Kokains C17H21NO4.